# Peter De Boer
George Peter DeBoer (Ontário, 13 de junho de 1968) é um canadense ex-jogador e treinador profissional de hóquei no gelo que atualmente é o treinador principal do Dallas Stars da National Hockey League (NHL).
Ele foi selecionado pelo Toronto Maple Leafs como a 237º escolha geral no Draft da NHL de 1988, mas nunca jogou na NHL, jogando em vez disso pelo Milwaukee Admirals da International Hockey League (IHL).
Vencedor duas vezes do prêmio de Treinador do Ano da Ontario Hockey League (OHL), DeBoer foi treinador principal de hóquei júnior por 13 temporadas. Ele foi treinador principal do Florida Panthers de 2008 a 2011, do New Jersey Devils de 2011 a 2014, do San Jose Sharks de 2015 a 2019 e do Vegas Golden Knights de 2020 a 2022.

## Carreira de jogador
DeBoer foi selecionado  pelo Toronto Maple Leafs como a 237ª escolha geral no Draft da NHL de 1988. Na época, ele jogava no Windsor Spitfires na Ontario Hockey League (OHL) e, em sua melhor temporada ofensiva, marcou 45 gols e 46 assistências, totalizando 91 pontos. Após Windsor, DeBoer passou a jogar pelo Milwaukee Admirals da International Hockey League (IHL), atuando por duas temporadas completas com eles. Em sua última temporada com os Admirals, ele marcou 27 gols e 34 assistências, totalizando 61 pontos, e se aposentou após essa temporada.

## Carreira de treinador

### Detroit Whalers
DeBoer tornou-se assistente técnico do Detroit Junior Red Wings durante a temporada de 1994-95. Durante a entressafra de 1995, o clube foi renomeado para Detroit Whalers e DeBoer foi promovido à dupla posição de treinador principal e gerente geral, após Paul Maurice deixar a equipe para se tornar o treinador do Hartford Whalers da NHL. DeBoer guiou os Whalers a uma primeira colocação na Divisão Oeste, com Detroit avançando até a terceira rodada dos playoffs. Na temporada de 1996-97, Detroit enfrentou dificuldades, terminando com um recorde de 26–34–6 e sendo eliminado na primeira rodada da pós-temporada.

### Plymouth Whalers
O Detroit Whalers foram renomeados como Plymouth Whalers durante a entressafra de 1997, e a equipe se recuperou, terminando em segundo lugar na Divisão Oeste com um recorde de 37–22–7. Pela segunda vez em três temporadas, avançaram para a terceira rodada dos playoffs. Na temporada de 1998-99, DeBoer levou a equipe a conquistar 106 pontos, o maior número da OHL, garantindo-lhes o Troféu Hamilton Spectator e a DeBoer o Troféu Matt Leyden como Treinador do Ano. No entanto, Plymouth teve uma campanha decepcionante nos playoffs, sendo derrotado pelo azarão London Knights na segunda rodada dos playoffs.
Na temporada de 1999-2000, Plymouth novamente teve o melhor recorde da liga, garantindo a DeBoer seu segundo Troféu Matt Leyden consecutivo. Os Whalers avançaram até as finais da J. Ross Robertson Cup antes de perder para o Barrie Colts por 4–2 no sétimo e decisivo jogo da série.
Os Whalers tiveram outra temporada muito bem-sucedida em 2000-01, vencendo a Divisão Oeste pela terceira temporada consecutiva e obtendo o segundo melhor recorde da liga. Plymouth teve um ótimo desempenho nos playoffs, vencendo seus primeiros nove jogos e avançando para a J. Ross Robertson Cup pela segunda temporada consecutiva. Na rodada final, Plymouth perdeu para o Ottawa 67's em seis jogos.
Após a temporada, tanto DeBoer quanto seu assistente, Steve Spott, decidiram deixar os Whalers e se juntar ao Kitchener Rangers em posições semelhantes.

### Kitchener Rangers
DeBoer assumiu um time do Kitchener Rangers que havia perdido os playoffs da OHL na temporada anterior. Rapidamente, o clube mostrou melhora, terminando em terceiro lugar na Divisão Meio-Oeste com um recorde de 35–22–10–1. No entanto, a equipe foi varrida na primeira rodada dos playoffs por seus rivais da Highway 7, o Guelph Storm.
Os Rangers continuaram a melhorar na temporada de 2002-03, conquistando o Troféu Hamilton Spectator com um recorde de 100 pontos, o melhor da liga. Nos playoffs, os Rangers varreram rapidamente o Sault Ste. Marie Greyhounds na primeira rodada e venceram a série contra o Guelph Storm em cinco jogos, configurando um confronto na Conferência Oeste contra os Plymouth Whalers, ex-time de DeBoer. Após os Whalers vencerem o quinto jogo por 2–1 na prorrogação e assumirem uma liderança de 3–2 na série, os Rangers se recuperaram e evitaram a eliminação ao vencer os dois últimos jogos da série, avançando para as finais da J. Ross Robertson Cup contra o Ottawa 67's. Ottawa venceu o jogo de abertura da série, mas Kitchener se recuperou e ganhou quatro jogos seguidos para conquistar a Copa e garantir uma vaga na Memorial Cup de 2003. DeBoer levou os Rangers a um recorde perfeito de 3–0 durante a fase de grupos do torneio, enviando Kitchener para as finais contra o Hull Olympiques. Os Rangers venceram facilmente o Hull por 6–3 no jogo final, conquistando seu primeiro Memorial Cup desde 1982.
Kitchener passou por uma temporada de reconstrução em 2003-04, mas DeBoer ajudou o clube a terminar em quarto lugar na Conferência Oeste com um recorde de 34–26–6–2. A equipe teve dificuldades nos playoffs, sendo eliminada pelo Plymouth Whalers em cinco jogos na rodada inicial. Na temporada de 2004-05, o time terminou novamente em terceiro lugar em sua divisão e quarto na conferência. DeBoer levou os Rangers a uma vitória na primeira rodada sobre o Erie Otters e depois ajudou Kitchener a uma surpreendente varrida sobre o favorito Owen Sound Attack. Na terceira rodada, os Rangers enfrentaram o recordista London Knights e foram rapidamente eliminados em cinco jogos.
Na temporada de 2005-06, o Kitchener viu seu total de pontos melhorar para 96, o terceiro maior da liga. No entanto, a equipe foi surpreendida pelo Owen Sound Attack na primeira rodada dos playoffs. Na temporada seguinte, 2006-07, o total de pontos aumentou para 98, e o time terminou em terceiro lugar na Conferência Oeste, varrendo facilmente o Sarnia Sting na primeira rodada. No entanto, Kitchener teve dificuldades na segunda rodada, sendo derrotado pelos Plymouth Whalers em cinco jogos.
Com os Rangers sendo nomeados anfitriões da Memorial Cup de 2008, Kitchener teve uma das melhores temporadas regulares da história da OHL, terminando com um recorde de 53–11–4 e conquistando 110 pontos, o maior da liga, para ganhar o Troféu Hamilton Spectator. Sob a liderança de DeBoer, os Rangers varreram o Plymouth Whalers e Sarnia Sting nas duas primeiras rodadas antes de eliminar o Sault Ste. Marie Greyhounds nas finais da Conferência Oeste. Nas Finais da J. Ross Robertson Cup, os Rangers ganharam os primeiros três jogos da série, mas o Belleville Bulls reagiu e empatou a série ao vencer os três jogos seguintes, configurando um Jogo 7 decisivo no Kitchener Memorial Auditorium. No jogo final da série, os Rangers venceram os Bulls por 4–1 e conquistaram o título. Durante a Memorial Cup de 2008, os Rangers tiveram um recorde de 1-2 na fase de grupos, configurando uma revanche contra os Bulls nas semifinais. Kitchener explodiu com uma vitória de 9–0 e enfrentou o Spokane Chiefs da Western Hockey League (WHL) na final. No entanto, os Chiefs acabaram com a festa dos Rangers, derrotando Kitchener por 4–1.

### Florida Panthers
Em 13 de junho de 2008, o Florida Panthers da National Hockey League (NHL) contratou DeBoer como treinador principal da equipe. DeBoer levou os Panthers a um recorde de 41–30–11, empatado com o Montreal Canadiens pelo oitavo lugar na Conferência Leste. Os Panthers não conseguiram se classificar para os playoffs, pois os Canadiens avançaram devido à vitória na série de confrontos diretos com os Panthers por 3–1.
Os Panthers enfrentaram dificuldades na temporada de 2009-10, terminando com um recorde de 32–37–13, na última posição da Divisão Sudeste. A equipe teve um desempenho ainda pior na temporada de 2010-11, terminando em último lugar na Conferência Leste com um recorde de 30–40–12. Após essa temporada, os Panthers demitiram DeBoer com um ano restante em seu contrato.

### New Jersey Devils
Em 19 de julho de 2011, o New Jersey Devils contratou DeBoer como treinador principal da equipe. Em sua primeira temporada, ele alcançou recordes pessoais em vitórias e pontos, levando sua equipe aos playoffs da Stanley Cup pela primeira vez em sua carreira como treinador. Os Devils venceram o seu adversário da primeira rodada, o Florida Panthers, na segunda prorrogação de um Jogo 7. Os Devils também derrotaram o Philadelphia Flyers em cinco jogos na segunda rodada e o New York Rangers em seis jogos nas finais da Conferência Leste. Foi a primeira vez que os Devils chegaram às finais da Stanley Cup desde 2003. No entanto, os Devils perderam as finais para o Los Angeles Kings em seis jogos.
Os Devils caíram para o último lugar na Divisão Atlântica na temporada de 2012-13 com um recorde de 19–19–10 (48 pontos) em uma temporada encurtada pela greve de 48 jogos e não conseguiram se classificar para os playoffs de 2013.
Na temporada de 2013-14, os Devils começaram o ano com um recorde de 1–5–3 e não conseguiram se recuperar do mau início, terminando em sexto lugar na recém-criada Divisão Metropolitana com um recorde de 35–29–18, não conseguindo se qualificar para a pós-temporada pela segunda temporada consecutiva.
Em 26 de dezembro de 2014, após liderar o New Jersey a um recorde medíocre de 12–17–7, os Devils demitiram DeBoer, substituindo-o por Scott Stevens e Adam Oates em uma configuração de dupla-coach.

### San Jose Sharks
Em 28 de maio de 2015, o San Jose Sharks contrataram DeBoer como treinador principal da equipe. Em sua primeira temporada, ele levou os Sharks aos playoffs após terminar em terceiro lugar na sua divisão. Eles derrotaram o Los Angeles Kings em 5 jogos, o Nashville Predators em 7 jogos na segunda rodada e venceram as finais da Conferência Oeste contra o St. Louis Blues em 6 jogos, marcando a segunda vez que DeBoer chegou às finais da Stanley Cup em seu primeiro ano treinando uma nova equipe.
Em 11 de dezembro de 2019, DeBoer foi demitido pelos Sharks após um início de temporada com um recorde de 15–16–2.

### Vegas Golden Knights
Em 15 de janeiro de 2020, DeBoer foi contratado como treinador principal do Vegas Golden Knights. Nessa temporada, os Golden Knights avançaram para as finais da Conferência Oeste, mas foram derrotados pelo Dallas Stars em cinco jogos.
Na temporada de 2020-21, encurtada pela pandemia de COVID-19, DeBoer levou os Knights a um recorde de 40–14–2, empatando com o Colorado Avalanche pelo maior número de pontos na liga. Eles terminaram em segundo lugar na Divisão Oeste com cinco vitórias a menos em tempo regulamentar do que o Avalanche. Os Knights foram eliminados nas semifinais da Stanley Cup pelo Montreal Canadiens em seis jogos.
Os Golden Knights terminaram a temporada de 2021-22 com um recorde de 43–31–8 sob a liderança de DeBoer e não conseguiram se classificar para os playoffs pela primeira vez na história da franquia. Em 16 de maio de 2022, DeBoer foi dispensado de suas funções como treinador principal, terminando com um recorde geral de 98–50–12 em Vegas.

### Dallas Stars
Em 21 de junho de 2022, pouco mais de um mês após sua demissão de Vegas, DeBoer foi contratado como treinador principal do Dallas Stars.

## Estatísticas
| Time                 | Ano     | Temporada regular | Temporada regular | Temporada regular | Temporada regular | Temporada regular   | Pós-Temporada | Pós-Temporada | Pós-Temporada                          |
| Time                 | Ano     | J                 | V                 | D                 | Pts               | Finish              | V             | D             | Resultado                              |
| -------------------- | ------- | ----------------- | ----------------- | ----------------- | ----------------- | ------------------- | ------------- | ------------- | -------------------------------------- |
| Florida Panthers     | 2008–09 | 82                | 41                | 30                | 93                | 3º na Sudeste       | —             | —             | Não foi para os playoffs               |
| Florida Panthers     | 2009–10 | 82                | 32                | 37                | 77                | 5º na Sudeste       | —             | —             | Não foi para os playoffs               |
| Florida Panthers     | 2010–11 | 82                | 30                | 40                | 72                | 5º na Sudeste       | —             | —             | Não foi para os playoffs               |
| New Jersey Devils    | 2011–12 | 82                | 48                | 28                | 102               | 4º no Atlântico     | 14            | 10            | Perdeu nas Finais da Stanley Cup (LAK) |
| New Jersey Devils    | 2012–13 | 48                | 19                | 19                | 48                | 5º no Atlântico     | —             | —             | Não foi para os playoffs               |
| New Jersey Devils    | 2013–14 | 82                | 35                | 29                | 88                | 6º na Metropolitana | —             | —             | Não foi para os playoffs               |
| New Jersey Devils    | 2014–15 | 36                | 12                | 17                | (31)              | (Demitido)          | —             | —             | —                                      |
| San Jose Sharks      | 2015–16 | 82                | 46                | 30                | 98                | 3º no Pacífico      | 14            | 10            | Perdeu nas Finais da Stanley Cup (PIT) |
| San Jose Sharks      | 2016–17 | 82                | 46                | 29                | 99                | 3º no Pacífico      | 2             | 4             | Perdeu na Primeira Rodada (EDM)        |
| San Jose Sharks      | 2017–18 | 82                | 45                | 27                | 100               | 3º no Pacífico      | 6             | 4             | Perdeu na Segunda Rodada (VGK)         |
| San Jose Sharks      | 2018–19 | 82                | 46                | 27                | 101               | 2º no Pacífico      | 10            | 10            | Perdeu nas Finais de Conferência (STL) |
| San Jose Sharks      | 2019–20 | 33                | 15                | 16                | (32)              | (fired)             | —             | —             | —                                      |
| Vegas Golden Knights | 2019–20 | 22                | 15                | 5                 | (32)              | 1º no Pacífico      | 12            | 8             | Perdeu nas Finais de Conferência (DAL) |
| Vegas Golden Knights | 2020–21 | 56                | 40                | 14                | 82                | 2º no West          | 10            | 9             | Perdeu nas Finais de Conferência (MTL) |
| Vegas Golden Knights | 2021–22 | 82                | 43                | 31                | 94                | 4th in Pacific      | —             | —             | Não foi para os playoffs               |
| Dallas Stars         | 2022–23 | 82                | 47                | 21                | 108               | 2º na Central       | 10            | 9             | Perdeu nas Finais de Conferência (VGK) |
| Dallas Stars         | 2023–24 | 82                | 52                | 21                | 113               | 1º na Central       | 10            | 9             | Perdeu nas Finais de Conferência (EDM) |
| Total                | Total   | 1,179             | 612               | 421               |                   |                     | 88            | 73            | 9 aparições nos playoffs               |

## Vida pessoal
DeBoer possui um diploma de direito pela Universidade de Windsor e pela Universidade de Detroit mas ele abriu mão de uma posição em um escritório de advocacia criminal para continuar sua carreira como treinador.
Ele e sua esposa Susan têm três filhos. O filho mais velho, Jack, joga pela Niagara University, e o filho mais novo, Matt, jogou pelo College of the Holy Cross.